# Горячевка
Горя́чевка (рос. Горячевка) — хутір у складі Чорноголовського міського округу Московської області, Росія.

## Населення
Населення — 7 осіб (2010; 4 у 2002).
Національний склад (станом на 2002 рік):
- росіяни — 75 %